# Lillé
Lillé est un hameau de la commune belge de Sprimont situé en Région wallonne dans la province de Liège.
Basse-Lillé faisait déjà partie de l'ancienne commune de Sprimont alors que Haute-Lillé appartenait à la commune de Rouvreux. Le hameau est situé dans la région du Condroz.

## Situation et description
Lillé se trouve sur la partie inférieure du versant nord d'un tige condrusien entre les villages de Sprimont, Rouvreux, Presseux et Lincé.
Le hameau est en réalité constitué de deux parties distantes d'environ 200 m : Basse-Lillé et Haute-Lillé. Ces deux lieux comprennent d'anciennes maisons, fermes et fermettes principalement construites en moellons de grès, en pierre calcaire ou en utilisant ces deux matériaux. De nombreuses constructions plus récentes se sont implantées principalement à Basse-Lillé le long de la rue de Presseux.
Le site de l'ancienne carrière de Lillé, immergé, est occupé par un club de plongée.